# Fire (Software)
Fire ist ein freier Instant Messenger für Mac OS X (Version ≥10.1) für verschiedene Protokolle. Die Software wurde unter der GNU General Public License (GPL) veröffentlicht. Der Zugriff auf die verschiedenen Netzwerke erfolgt ausschließlich durch freie, GPL-lizenzierte Programmbibliotheken wie firetalk, libfaim, libicq2000, libmsn, XMPP und libyahoo2.

## Geschichte
Eric Peyton wünschte schon zu Anfang der Beta-Phase von Mac OS X einen Instant-Messaging-Client für das neue Betriebssystem. Er begann mit der Entwicklung aufbauend auf einem Programm für OPENSTEP, an dem er bereits gearbeitet hatte, das mittels einer quelloffenen Bibliothek zu AIM-Servern verbinden konnte. Dieses übertrug er auf OS X' Programmierschnittstelle Cocoa.
Die erste Version wurde am 1. April 1999 veröffentlicht. Es war der erste Multiprotokoll-Client auf Mac OS X, der IRC, XMPP, AIM, ICQ, .NET Messenger Service (MSN), Yahoo Messenger und Bonjour unterstützte.
Apple bewarb es als einen Grundpfeiler des Software-Ökosystems von Mac OS X 10.0.
Zunächst lief Entwicklung und Verbreitung als Privatprojekt von Peyton, bis er die Firma Epicware darum gründete.
Der Anwendung wurde die Unterstützung für die Kommunikation mit mehreren Netzwerken hinzugefügt. Zunächst kam die Unterstützung für Yahoo! und ICQ hinzu, später IRC, MSN und XMPP (Jabber), zuletzt für Bonjour.
2001 stieß Colter Reed als regelmäßig beitragender Entwickler zu dem Projekt. Später wurde die Entwicklung auf SourceForge verlagert, worüber am 5. November 2001 erstmals veröffentlicht wurde (Version 0.28a).
Die letzte stabile Version (1.5.6) wurde am 15. Februar 2006 veröffentlicht; außer dieser existiert noch eine unfertige Entwicklerversion einer 2.x-Versionslinie. Am 23. Februar wurde die Einstellung des Projektes verkündet aus Gründen des Mangels an Entwicklern und genutzte Bibliotheken nicht mehr weiterentwickelt werden.
Zwei der Entwickler sind zu Adium gewechselt, welches auch als Ersatz empfohlen wird. Es wurde eine Migrationsfunktion in Adium integriert, die die Übernahme von Einstellungen erleichtert.